# الحياة البرية في الصين

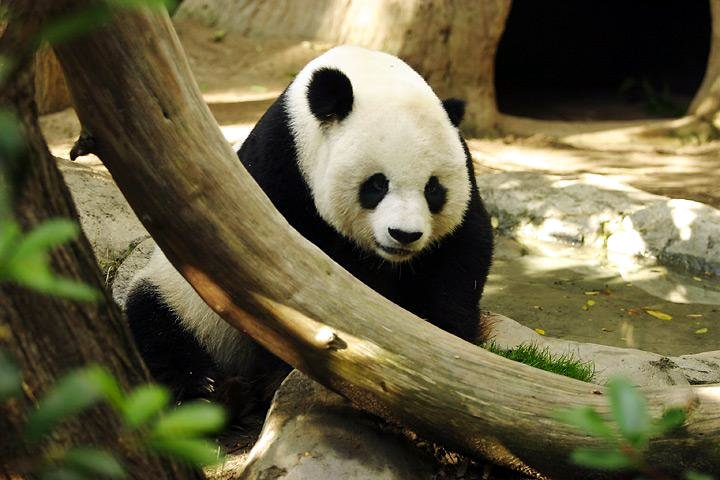
الباندا العملاقة مستوطنة في الصين ، حيث تعتبر من الأنواع المهددة بالانقراض والمحمية.

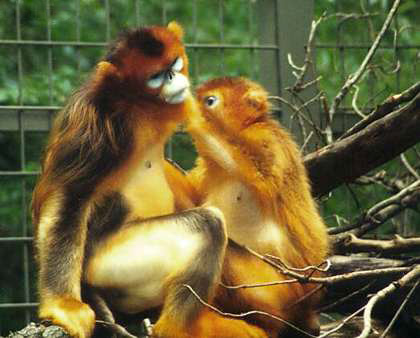
القرد أفطس الأنف ، نوع آخر من الأنواع المهددة بالانقراض والمتوطنة

هنالك العديد من أنواع الحيوانات مستوطنة في الصين ، بما في ذلك أشهر أنواع الحيوانات البرية في البلاد ، الباندا العملاقة . إجمالاً ، حوالي سدس أنواع الثدييات وثلثي ناأنواع البرمائيات في الصين مستوطنة في البلاد.